# Marcjan Michał Ogiński
Marcjan (Marcin) Michał Ogiński herbu własnego (ur. 1672 – zm. 1750) – wojewoda witebski od 1730, kasztelan witebski 1703–1730, miecznik wielki litewski 1695–1703, marszałek Trybunału Głównego Wielkiego Księstwa Litewskiego w 1712, 1718, 1723, książę, marszałek konfederacji generalnej Wielkiego Księstwa Litewskiego w 1734 roku.

## Życiorys
5 lipca 1697 roku podpisał w Warszawie obwieszczenie do poparcia wolnej elekcji, które zwoływało szlachtę na zjazd w obronie naruszonych praw Rzeczypospolitej. Był członkiem konfederacji olkienickiej w 1700 roku. Był uczestnikiem Walnej Rady Warszawskiej 1710 roku. 
W 1720 roku ufundował w Mikulinie koło Orszy kościół św. Antoniego i klasztor Bernardynów. 
Był członkiem konfederacji generalnej zawiązanej 27 kwietnia 1733 roku na sejmie konwokacyjnym. W czasie elekcji w 1733 roku został sędzią generalnego sądu kapturowego. W 1733 roku podpisał elekcję Stanisława Leszczyńskiego. Jako deputat z Senatu podpisał pacta conventa Stanisława Leszczyńskiego w 1733 roku. 
W 1736 odznaczony Orderem Orła Białego.